# Miguel Palencia
Miguel Palencia (Madrid, 2 de enero de 1984) es un exfutbolista español.

## Trayectoria
Miguel Palencia llegó a las categorías del Real Madrid, cuando tenía 10 años. Comenzó a darse a conocer en el Torneo Alevín de Fútbol 7 celebrado en la localidad madrileña de Brunete, en 1997, días antes, hubo una "pelea" entre los 2 capitanes del equipo por ser el capitán en los partidos del torneo, el entrenador, Raúl Rebollo, al ver dicha pelea, decidió darle la capitanía a un callado, educado y buen chaval, Miguel Palencia, y se proclamó campeón con el equipo alevín del Real Madrid, siendo además nombrado mejor jugador del campeonato.
Desde entonces, no ha parado de subir peldaños hasta haber incluso jugado con el primer equipo. Fue campeón de Europa sub-16 con la quinta de Torres, Iniesta, Moyá...
En el año 2003, siendo aún jugador del Juvenil A, se entrenó por primera vez en el primer equipo, estando Vicente del Bosque como entrenador. En este mismo año de la mano del actual seleccionador, Vicente del Bosque, debutó en un partido no oficial con el primer equipo en el triangular de la Cartuja.
En el año 2004 llegó al Castilla, y se hizo con la titularidad en el lateral derecho. Logró el ascenso a Segunda División en junio de 2005, siendo uno de los jugadores más destacados esa temporada. Este mismo año disputa en Basilea en partido de amigos de Zidane contra amigos de Ronaldo.
A mediados de aquella temporada, cumplió su sueño de debutar con el primer equipo del Real Madrid. De la mano de Vanderlei Luxemburgo, debutó en el estadio de Riazor el 26 de febrero de 2005 en el partido que el Real Madrid perdió por 2-0 frente al Deportivo de la Coruña. Dos semanas más tarde, volvió a jugar otro encuentro de Liga con el primer equipo, esta vez en el campo del Getafe, nuevamente con derrota.
En la siguiente temporada 2005/2006, debutó en Segunda división en el partido Xerez 2-1 Castilla, el 27 de agosto. Durante esa temporada, fue uno de los capitanes del equipo, ya que Miguel llevaba ese año 14 temporadas en el club blanco.
En agosto de 2007 firmó por dos años con el RE Mouscron de Bélgica. Sin embargo, a mitad de temporada 2008/09 regresó a España para enrolarse en el Getafe. En el mercado invernal de la temporada 2009/10 ficha por el CF Atlético Ciudad. Tras la desaparición del equipo murciano por problemas económicos tuvo un corto periplo en Chipre. 
Las siguientes temporadas 2010/2013 ha estado luchando en los play-off de La Segunda División Española con equipos de la zona Valenciana de España. Ha tenido ofertas de varios equipos de la liga española pero por los problemas económicos del fútbol español su fichaje se ha frustrado.
Actualmente está ligado al Real Madrid, comentando en Real Madrid Televisión los partidos de la cantera blanca. Tiene el carnet de entrenador y es licenciado en Actividades Físicas del Deporte(INEF).

## Clubes
| Club                           | País    | Año       |
| ------------------------------ | ------- | --------- |
| Real Madrid Castilla C. F.     | España  | 2004-2005 |
| Real Madrid C. F.              | España  | 2005-2006 |
| Real Madrid Castilla C. F.     | España  | 2006-2007 |
| RE Mouscron                    | Bélgica | 2007-2009 |
| Getafe C. F. "B"               | España  | 2009      |
| C. F. Atlético Ciudad          | España  | 2010      |
| Orihuela C. F.                 | España  | 2011      |
| Las Rozas CF                   | España  | 2012      |
| Concordia Piotrków Trybunalski | Polonia | 2014      |